# Іра Туба
Іра Аврора Туба (серб. Ира  Аурора Туба; нар. 20 лютого 1993, Ричмонд, США) — сербська борчиня вільного стилю, пляжна борчиня, греплерка та дзюдоїстка, бронзова призерка чемпіонатів світу та Європи з греплінгу, чемпіонка та бронзова призерка Середземноморських чемпіонатів з вільної боротьби.

## Життєпис
Виступала за клуб боротьби в Белграді та клуб дзюдо «Младост Земун». Тренер з боротьби — Сретен Станков, тренер із дзюдо — Србіслав Пантич.

### Родина
Іра Туба — одна з чотирьох сестер, які всі займаються боротьбою. Три старші сестри Ана, Єва та Іра народились в США, де працював їхній батько, Мілан Туба, доктор інформатики та професор факультету математики Белградського університету. Наймолодша Уна народилась в Белграді. Сестри почали займатися боротьбою у безкоштовній школі боротьби в початковій школі Джури Стругара в Белградському районі Земун. До боротьби сестри пробували дзюдо, тхеквондо, айкідо, карате. Чотири доньки доктора Туби були членами національних збірних у двох видах спорту — боротьбі та дзюдо. Сестри разом мають понад 1500 нагород на різних спортивних змаганнях.
Всього в родині шестеро дітей — крім чотирьох сестер — ще два брати, що займаються оздоровчим спортом. Усі шестеро дітей пішли по стопах батька, професійно обравши математику.
Незвичайне прізвище родини походить від діда, етнічного угорця із села Врачев Гай, розташованого між Панчево та Вршацєм в автономному краї Воєводина.

## Спортивні результати на міжнародних змаганнях

### Виступи на Чемпіонатах світу
| Змагання                                | Збірна | Вагова категорія                                     | Місце  |
| --------------------------------------- | ------ | ---------------------------------------------------- | ------ |
| Чемпіонат світу з пляжної боротьби 2010 | Сербія | пляжна боротьба, жінки, до 70 кг                     | 7      |
| Чемпіонат світу з греплінгу 2011        | Сербія | греплінг з кімоно, жінки, абсолютна вагова категорія | 5      |
| Чемпіонат світу з греплінгу 2011        | Сербія | греплінг ноу-гі, жінки, до 65 кг                     | Бронза |
| Чемпіонат світу з греплінгу 2011        | Сербія | греплінг ноу-гі, жінки, абсолютна вагова категорія   | 9      |

### Виступи на Чемпіонатах Європи
| Змагання                          | Збірна | Вагова категорія                                     | Місце  |
| --------------------------------- | ------ | ---------------------------------------------------- | ------ |
| Чемпіонат Європи з греплінгу 2011 | Сербія | греплінг ноу-гі, жінки, до 65 кг                     | Бронза |
| Чемпіонат Європи з греплінгу 2011 | Сербія | греплінг з кімоно, жінки, абсолютна вагова категорія | 6      |
| Чемпіонат Європи з греплінгу 2011 | Сербія | греплінг з кімоно, жінки, до 65 кг                   | Бронза |
| Чемпіонат Європи з греплінгу 2011 | Сербія | греплінг ноу-гі, жінки, абсолютна вагова категорія   | Бронза |
| Чемпіонат Європи з боротьби 2012  | Сербія | жіноча боротьба, до 67 кг                            | 14     |

### Виступи на Середземноморських чемпіонатах
| Змагання                                     | Збірна | Вагова категорія          | Місце  |
| -------------------------------------------- | ------ | ------------------------- | ------ |
| Середземноморський чемпіонат з боротьби 2012 | Сербія | жіноча боротьба, до 72 кг | Бронза |
| Середземноморський чемпіонат з боротьби 2014 | Сербія | жіноча боротьба, до 63 кг | Золото |

### Виступи на змаганнях молодших вікових груп
| Змагання                                              | Збірна | Вагова категорія                                     | Місце  |
| ----------------------------------------------------- | ------ | ---------------------------------------------------- | ------ |
| Чемпіонат Європи з боротьби серед кадетів 2009        | Сербія | жіноча боротьба, до 65 кг                            | 12     |
| Чемпіонат світу з греплінгу серед юніорів 2010        | Сербія | греплінг ноу-гі, жінки, абсолютна вагова категорія   | Золото |
| Чемпіонат світу з греплінгу серед юніорів 2010        | Сербія | греплінг ноу-гі, жінки, до 75 кг                     | Золото |
| Чемпіонат світу з греплінгу серед юніорів 2010        | Сербія | греплінг з кімоно, жінки, абсолютна вагова категорія | 4      |
| Чемпіонат світу з пляжної боротьби серед юніорів 2010 | Сербія | пляжна боротьба, жінки, понад 60 кг                  | Срібло |
| Чемпіонат Європи з боротьби серед юніорів 2011        | Сербія | жіноча боротьба, до 67 кг                            | 13     |
| Чемпіонат світу з боротьби серед юніорів 2011         | Сербія | жіноча боротьба, до 67 кг                            | 13     |
| Чемпіонат світу з греплінгу серед юніорів 2011        | Сербія | греплінг ноу-гі, жінки, до 75 кг                     | Золото |
| Чемпіонат світу з греплінгу серед юніорів 2011        | Сербія | греплінг з кімоно, жінки, до 5 кг                    | Срібло |
| Чемпіонат світу з греплінгу серед юніорів 2011        | Сербія | греплінг ноу-гі, абсолютна вагова категорія          | Золото |
| Чемпіонат Європи з боротьби серед юніорів 2012        | Сербія | жіноча боротьба, до 67 кг                            | 15     |
| Чемпіонат Європи з боротьби серед юніорів 2013        | Сербія | жіноча боротьба, до 67 кг                            | 16     |
| Чемпіонат світу з боротьби серед юніорів 2013         | Сербія | жіноча боротьба, до 67 кг                            | 17     |